# Фи¹ Волка
Фи¹ Волка (лат. φ¹ Lupi), HD 136422 — кратная звезда в созвездии Волка на расстоянии приблизительно 307 световых лет (около 94,2 парсеков) от Солнца.

## Характеристики
Первый компонент (CCDM J15218-3616A) — оранжевый гигант спектрального класса K4III, или K5III, или K5. Видимая звёздная величина звезды — +3,6m. Масса — около 2,488 солнечных, радиус — около 67,7 солнечных, светимость — около 620,645 солнечных. Эффективная температура — около 4583 K.
Второй компонент — коричневый карлик. Масса — около 62,79 юпитерианских. Удалён на 2,026 а.е..
Третий компонент (CCDM J15218-3616B). Видимая звёздная величина звезды — +15m. Удалён на 16,7 угловых секунды.
Четвёртый компонент (CCDM J15218-3616C). Видимая звёздная величина звезды — +14,5m. Удалён на 17,3 угловых секунды.